# باشگاه فوتبال اتوکرا
باشگاه فوتبال اتوکرا (انگلیسی: Antequera CF) یک باشگاه فوتبال مستقر در اتوکرا، اسپانیا است که در حال حاضر در پریمرا فدراسیون، سومین سطح لیگ فوتبال در اسپانیا، به رقابت می‌پردازد. 